# 宇宙飛行関係者
宇宙飛行関係者、正確には宇宙旅行参加者（英語: Spaceflight participant, ロシア語: Участник космического полёта）とは、アメリカ航空宇宙局（NASA）、ロシア連邦宇宙局などにおいて、宇宙関連の「正規の乗組員」である 宇宙飛行士(Astronaut)と、それ以外の「正規の乗組員ではない者」、宇宙旅行者を明確に区別するために使用される言葉。

## 概要
宇宙旅行への需要が高まってきたために、2003年にロシア連邦宇宙局とNASAの間でこの用語を使うという合意が正式になされた。
以降、宇宙飛行士と宇宙旅行者を区分するために使用されている。
また、NASAによる「宇宙教師」ミッションの搭乗者である教師、あるいはマレーシア－ロシア間などの国際的な政府間合意による宇宙飛行への搭乗者もこのように呼ばれる。
宇宙飛行参加者としてマイクロソフト社のワードなどの開発者であるチャールズ・シモニー、日本の榎本大輔（健康上の理由で搭乗できず）、韓国の高山（コ・サン）(ロシアの訓練施設内で保安規律違反を犯し摘発された為、補欠候補李素妍に交替させられた)などが挙げられ、主としてロシアのソユーズに搭乗している。
雇用されている宇宙飛行士ではない者への他の呼称として、NASAでは搭乗科学技術者、ロシア連邦宇宙局では宇宙調査員などがある。